# Libanon az Eurovíziós Dalfesztiválokon
Libanon eddig még egyetlen alkalommal sem vett részt az Eurovíziós Dalfesztiválon. Az ország 1950-ben csatlakozott az Európai Műsorsugárzók Uniójához és a 2005-ös Eurovíziós Dalfesztiválon debütáltak volna Aline Lahoud Quand tout s'enfuit című számával.

## A versenyző kiválasztása
2004. október 21-én a libanoni közszolgálati televízió elnöke Ibrahim El Khoury bejelentette, hogy Libanon szeretne rész venni a 2005-ös Eurovíziós Dalfesztiválon, Kijevben. 2004. november 3-án egy belső kiválasztás során megnevezték a 2005-ös indulót Aline Lahoud személyében. Az énekesnő egy francia nyelvű dallal indult volna a versenyen, melyet Jad Rahbani és Romeo Lahoud írtak. Lahoud 2005. május 19-én az elődöntőben lépett volna színpadra Kijevben.

## Visszalépés

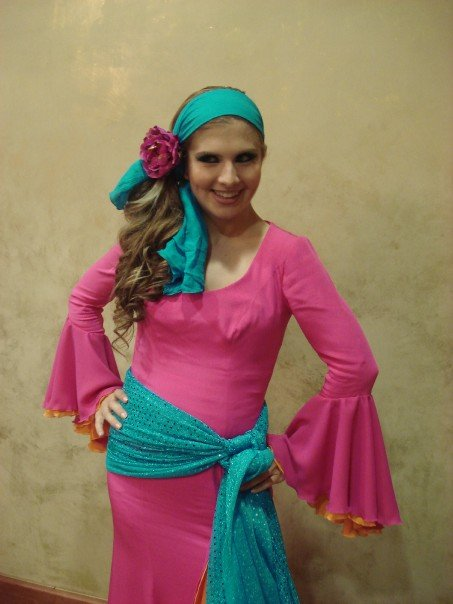
Aline Lahoud

2004. december 15-én a libanoni televízió pénzügyi gondokra hivatkozva bejelentette, hogy visszalép a versenytől, és tagadta azt a vádat, hogy az izraeli konfliktusok miatt nem szerepelnek. 5 nappal később az EBU megállapodott Libanonnal, és újból felkerült a résztvevők listájára.
2005 márciusának elején a hivatalos libanoni eurovíziós honlapon nem tüntették fel az izraeli indulót. Miután az EBU kérte a libanoni televíziót, hogy 24 órán belül oldja meg a problémát, vagy különben kizárják őket a versenyből, az oldal teljes tartalmát eltávolították, és csak az eurovízió hivatalos honlapjára mutató linket hagyták meg rajta.
Még ugyan ebben a hónapban az EBU arra kötelezte a libanoni közvetítőt, hogy a teljes versenyt közvetítse az izraeli versenydallal együtt, megszakítás nélkül. A libanoni televízió ezt nem tudta garantálni, így 2005. március 18-án újra visszalépett a versenytől. A libanoni szabályok tiltják az izraeli tartalmak televízióban történő sugárzását. A távolmaradás ellenére a televíziónak ki kellett fizetnie a részvételi díjat, mivel 2004. december 15. után lépett vissza, és az EBU még egy 3 éves eltiltást is kiszabott.

## Nyelvhasználat
A nyelvhasználatot korlátozó szabály 1999-ig volt érvényben, vagyis Libanon jövőbeni debütálásakor majd szabadon megválaszthatják az indulók, hogy milyen nyelvű dallal neveznek.

## Résztvevők
| Év   | Előadó       | Dal                 | Magyar fordítás       | Döntő           | Pontszám        | Elődöntő        | Pontszám        |
| ---- | ------------ | ------------------- | --------------------- | --------------- | --------------- | --------------- | --------------- |
| 2005 | Aline Lahoud | Quand tout s’enfuit | Ha mindenki elmenekül | Diszkvalifikált | Diszkvalifikált | Diszkvalifikált | Diszkvalifikált |